# Ковнер, Савелий Григорьевич
Саве́лий Григо́рьевич Ко́внер (имя при рождении — Сау́л Ги́ршович Ко́внер; 1837, Вильна, Российская империя — 1896, Киев, Российская империя) — русский философ, врач, историк медицины и натурфилософии. Главный врач Нежинской городской больницы и Нежинского лицея князя А. А. Безбородко. Брат публициста и литературного критика Аркадия Ковнера.

## Учёба и деятельность
Родился в Вильне в бедной еврейской семье. По окончании медицинского факультета Киевского университета в 1865 году, Ковнер был оставлен при нём; в 1867 году он был назначен городским врачом в Ялуторовск Тобольской губернии, а затем переведен в Нежин в качестве уездного врача. В 1873 году Ковнер был назначен главным врачом нежинской главной больницы и врачом лицея имени Безбородко. В 1879 году Ковнер отказался от должности — с целью посвятить себя науке, и поселился в Киеве в 1890 г.

### Труды
- «Спиноза и его философия» (1865)[3]
- «История древней медицины»; «Медицина Востока и древней Греции до Гиппократа»; «Гиппократ»; «Медицина от смерти Гиппократа до Галена включительно» (Киев, 1878—1882)[3];
- « История средневековой медицины» (Киев, 1893 Архивная копия от 7 ноября 2017 на Wayback Machine)[3].

Ковнер сотрудничал в еврейских изданиях: в «Pardes» (III) появилась его статья «Hajodim Anachnu mah-hi Zaraat?», а в «Гамелице» (1895) — «Ha-Rambam be-Tor Rofe».

### Список произведений
- Спиноза, его жизнь и сочинения. — 2-е изд. — Вильно: Изд. кн. м-на М. А. Ковнера, 1897.
- История медицины. — 1-е изд. — Киев.
  - Выпуск первый. Медицина Востока. Медицина в древней Греции до Гиппократа. — 1878.
  - Выпуск второй. Гиппократ. — 1882.
  - Выпуск третий. Платон. — 1888.
  - Выпуск X. История средневековой медицины. — 1893.